# Tina Di Batista
Tina Di Batista, slovenska alpinistka in gorska vodnica, * 22. januar 1975, Kranj.
Di Batistova je članica alpinističnega odseka Ljubljana Matica in gorska vodnica od leta 2004. Bila je članica plezalnih odprav v Peru, ZDA, Aljasko, Himalajo, Patagonijo in drugam. Večkrat je bila proglašena za najuspešnejšo alpinistko v Sloveniji.
Leta 2004 sta z Moniko Kambič kot prva ženska naveza pristopili na vrh Fitz Roya (po Francosko argentinski smeri).
Leta 2006 je bila nominirana za Slovenko leta, vendar naslova ni osvojila.